# Dlouhodobé účinky antipsychotik
Antipsychotika tvoří základ léčby schizofrenie a dalších psychotických poruch od svého zavedení v 50. letech 20. století. Ačkoli je jejich účinnost při zvládání akutních psychotických symptomů dobře prokázána, probíhají v psychiatrické komunitě neustálé debaty a výzkumy zaměřené na dlouhodobé účinky antipsychotik – zvláště s ohledem na skutečnost, že pacienti často potřebují léčbu po desetiletí, což činí pochopení těchto efektů klíčovým pro optimalizaci péče a klinických výsledků.
Hodnocení dlouhodobých účinků antipsychotik vychází z mnoha studií prováděných v průběhu desetiletí, které poukazují na jejich dopad na klinické výsledky, fyzické zdraví, úmrtnost a strukturu mozku. Rovnováha mezi přínosy kontroly symptomů a potenciálními riziky dlouhodobého užívání představuje klíčovou otázku, která poskytuje klinikům i pacientům důležité informace pro rozhodování o léčbě.
Některé výzkumy poukázaly jak na ochranné účinky dlouhodobého užívání antipsychotik, například na snížení míry úmrtnosti u lidí se schizofrenií, tak i na některé potenciální obavy, včetně metabolických poruch a změn objemu mozku. S rostoucím porozuměním těmto lékům se stává nezbytné přistupovat k dlouhodobé léčbě psychotických poruch individuálně a s větší mírou nuance.
Nadměrné předepisování antipsychotik u starších osob s demencí je zřejmé. Studie spojily užívání antipsychotik u pacientů s demencí se zvýšeným rizikem cévní mozkové příhody, žilní tromboembolie, infarktu myokardu, srdečního selhání, zlomenin, pneumonie a akutního poškození ledvin, což naznačuje, že u mnoha pacientů mohou rizika převážit nad přínosy.

## Seznam dlouhodobých vedlejších účinků
- Alzheimerova choroba[11][12]
- Akatizie
- Anhedonie
- Úzkost
- Kognitivní dysfunkce[13][14][15]
- Zhoršení demence[16][17]
- Diabetes (cukrovka)[18]
- Gynekomastie[19]
- Hyperglykémie
- Hyperprolaktinémie způsobující sexuální dysfunkci u mužů[20]
- Hyponatrémie – snížená hladina sodíku v krvi
- Metabolický syndrom
- Syndrom deficitu vyvolaný neuroleptiky
- Maligní neuroleptický syndrom
- Oculogyrické krize
- Parkinsonismus
- Somnolence
- Tardivní (pozdní) dyskineze[21]
- Nárůst hmotnosti[22]

Studie naznačují, že antipsychotika mohou být spojena s možnými změnami v kůře mozku a ztrátou šedé hmoty. Nicméně korelační data naznačují také, že pacienti užívající antipsychotika, jako jsou lidé se schizofrenií, mají tendenci k nezdravým životním návykům, jako je kouření, což by mohlo zhoršit ztrátu šedé hmoty.
Existuje velmi málo studií na zdravých svědcích. Podobně jsou výzkumy o dlouhodobých účincích u zvířat omezené. Nebyla provedena žádná studie o dlouhodobých účincích polyfarmacie (současné předepisování několika antipsychotik), přestože je tato praxe běžně rozšířena.

## Náhlá srdeční smrt
Dlouhodobé užívání antipsychotik bylo spojeno se zvýšeným rizikem náhlé srdeční smrti, což potvrzují výsledky několika přísných epidemiologických studií. Velká retrospektivní studie provedená mezi příjemci Medicaid v Tennessee ukázala, že uživatelé typických a atypických antipsychotik mají vyšší riziko náhlé smrti, přičemž toto riziko je úměrné dávce, ve srovnání s těmi, kteří je neužívají. Adjustované poměry incidence byly 2,00 (95% CI, 1,69–2,35) pro typická antipsychotika a 2,27 (95% CI, 1,89–2,73) pro atypická antipsychotika, bez významného rozdílu mezi oběma třídami. Toto zvýšené riziko bylo pozorováno i při nízkých dávkách a pro indikace jiné než schizofrenie, což naznačuje širší dopad na různé pacientské populace.
Mechanismus tohoto zvýšeného rizika by byl především spojen s účinky těchto léků na kardiální elektrofyziologii. Bylo prokázáno, že antipsychotika blokují draslíkové proudy repolarizace in vitro a prodlužují QT interval, což jsou klíčové faktory ve vývoji tachyarytmií komor, které mohou vést k náhlé srdeční smrti. Riziko se zdá být závislé na dávce, přičemž vyšší dávky jsou spojeny se zvýšeným rizikem. U typických antipsychotik se poměr incidence zvyšuje z 1,31 (95 % CI, 0,97–1,77) pro nízké dávky na 2,42 (95 % CI, 1,91–3,06) pro vysoké dávky, přičemž rozdíl je statisticky významný (p < 0,001). Podobně u atypických antipsychotik poměr incidence vzrůstá z 1,59 (95 % CI, 1,03–2,46) pro nízké dávky na 2,86 (95 % CI, 2,25–3,65) pro vysoké dávky (p = 0,015).
Riziko náhlé srdeční smrti spojené s dlouhodobým užíváním antipsychotik se zdá přetrvávat i po zohlednění různých faktorů záměny. Párová analýza na základě skóre propensit, která vylučovala jednotlivce s počátečním diagnózou schizofrenie nebo příbuzných psychóz a zajišťovala ekvivalentní rozdělení základních psychiatrických komorbidit mezi uživateli a neuživateli antipsychotik, vedla k výsledkům, které byly porovnatelné s výsledky analýzy hlavní kohorty. To naznačuje, že zvýšené riziko není způsobeno pouze základními psychiatrickými poruchami nebo souvisejícími faktory životního stylu. Navíc riziko bylo vysoké i v analýze vylučující dlouhodobé uživatele, což naznačuje, že akutní účinky léku hrají významnou roli ve zvýšení rizika náhlé srdeční smrti. Tato zjištění zdůrazňují důležitost zohlednění potenciálních kardiovaskulárních rizik při předepisování antipsychotik, zejména při dlouhodobém užívání a u pacientů s předchozími kardiovaskulárními onemocněními.

## Tolerance (snášenlivost)
Při dlouhodobém užívání antipsychotik může vzniknout tolerance, což znamená, že účinnost léku se časem snižuje, což vyžaduje zvýšení dávek k dosažení stejného terapeutického účinku. Tento jev je způsoben adaptivní reakcí mozku na chronickou antipsychotickou léčbu. Vznik psychózy supersenzitivity, charakterizované zhoršením příznaků při vysazení léku nebo snížení dávky, je považován za projev tohoto efektu tolerance.
Vývoj tolerance na antipsychotika sleduje základní principy učení a paměti, zahrnující jak fáze indukce (akvizice), tak fáze exprese. Tento proces je důsledkem změn v neuroplasticitě způsobených lékem a narušení základních psychologických mechanismů. Důkazy podporující hypotézu tolerance vycházejí zejména z toho, že pacienti se schizofrenií při jejich prvním epizodu reagují na nižší dávky antipsychotik a vykazují vyšší citlivost na vedlejší účinky než chroničtí pacienti, kteří jsou těmto léčbám vystaveni dlouhodobě.
Klinické studie přinesly další důkazy podporující rozvoj tolerance na antipsychotika. Studie ukázala, že dávka antipsychotik potřebná k léčbě psychotického relapsu byla výrazně vyšší než dávka potřebná pro první epizodu psychózy, čímž podpořila hypotézu supersenzitivity dopaminergního systému z hlediska tolerance. Je však důležité poznamenat, že existují alternativní vysvětlení této skutečnosti, jako například možnost, že každý epizoda psychózy představuje progresi onemocnění, která vyžaduje vyšší dávky léků k úlevě od příznaků.
Navzdory těmto výsledkům zůstávají důkazy podporující toleranci na antipsychotika poněkud kontroverzní. Některé studie nedokázaly poskytnout konzistentní podporu hypotéze o dopaminergní supersenzitivitě, která předpokládá rychlý relaps po vysazení antipsychotik u pacientů, kteří byli na dlouhodobé léčbě. Navíc profily relapsů a klinické charakteristiky jsou obvykle podobné u pacientů s delšími nebo kratšími dobami léčby, což není zcela v souladu s hypotézou tolerance. Tato protichůdná zjištění ukazují na složitost účinků antipsychotik na mozek a podtrhují potřebu pokračujícího výzkumu, který by plně objasnil mechanismy a klinické důsledky tolerance na antipsychotika.

## Tardivní (pozdní) dyskineze
Pozdní nebo tardivní dyskineze je závažný a potenciálně nevratný nežádoucí účinek spojený s dlouhodobým užíváním antipsychotik. Riziko jejího rozvoje se liší podle typu užívaného antipsychotika. Antipsychotika první generace, známá jako typická antipsychotika (TA), jsou spojována s vyšším rizikem PD ve srovnání s antipsychotiky druhé generace, tedy atypickými antipsychotiky (AA). Studie uvádějí roční incidenci přibližně 5 % u dospělých, kteří dlouhodobě užívají TA. Naopak, riziko se zdá být nižší u AA, přičemž meta-analýza zjistila roční incidenci 2,6 %.
Riziko vzniku tardivní dyskineze může být zvýšeno řadou faktorů, včetně vyššího věku, ženského pohlaví (zejména u žen po menopauze), poruch nálady, zneužívání alkoholu či jiných návykových látek, vývojových poruch, cukrovky, kouření a užívání anticholinergních léků. Délka expozice antipsychotikům je rovněž klíčovým faktorem, přičemž kumulativní riziko se zvyšuje s délkou léčby. Je však důležité poznamenat, že pozdní dyskineze se může objevit i po krátkodobém užívání antipsychotik.
Ačkoli jsou AA obecně považována za méně riziková z hlediska vzniku pozdní dyskineze, nejsou zcela bez rizika. Nedávná studie zjistila, že u pacientů s bipolární poruchou léčených AA byla prevalence pozdní dyskineze 5,1 %. Kromě toho přibližně 21 % současných uživatelů atypických antipsychotik vykazuje známky tardivní dyskineze, zatímco u pacientů užívajících typická antipsychotika je toto číslo přibližně 30 %.

## Osobnost a chování
Dlouhodobé užívání antipsychotik může mít výrazné negativní dopady na osobnost a chování, což bylo prokázáno několika vědeckými studiemi. Tyto účinky mohou zásadně ovlivnit kvalitu života a celkové fungování člověka. Jedním z nejvýznamnějších dopadů je narušení emočních procesů a motivace. Analýza subjektivních zkušeností uživatelů antipsychotik na internetu odhalila, že častým vedlejším účinkem různých antipsychotik je otupění emocí nebo anhedonie. Mnoho respondentů uvedlo oslabení či potlačení emocí, ztrátu zájmu a motivace, snížení kreativity a vnímané změny v osobnosti. V jedné studii uvedlo 85 % účastníků emoční otupělost, což může vést k problémům v mezilidských vztazích a celkovému zhoršení sociálního fungování. Ztráta motivace, kterou zmínilo 86 % účastníků, představuje významný problém, protože může zásadně ovlivnit osobnost člověka, potenciálně měnit jeho zájmy, cíle a způsoby sociální interakce.
Dalším významným negativním účinkem dlouhodobého užívání antipsychotik je dopad na kognitivní funkce, což může podstatně ovlivnit chování a osobnost. Mnoho lidí uvádí zpomalené myšlení (86 % účastníků v jedné studii) a obtíže se soustředěním. Tyto kognitivní dopady mohou ovlivnit rozhodovací procesy, schopnost řešit problémy a celkovou mentální flexibilitu, což jsou klíčové prvky osobnosti a chování. Mnozí jedinci popisují zkušenosti s „mentálním mlhavým stavem“ a pocity snížené duševní výkonnosti, což může vést ke změnám v jejich sebevnímání a sebevědomí, a tím i k odlišným způsobům interakce s okolím.
Dlouhodobé užívání antipsychotik bylo také spojeno se změnami chování, které mohou být mylně považovány za příznaky duševní poruchy. Sedativní účinky těchto léků, v kombinaci se ztrátou motivace a emoční otupělostí, mohou vést k projevům připomínajícím depresivní stavy nebo negativní symptomy schizofrenie. Toto může vést k složité interakci mezi účinky léků a základními psychickými poruchami, což činí léčbu a mezilidské vztahy náročnějšími. Navíc tyto změny v chování mohou ovlivnit schopnost jedince zapojit se do profesních aktivit, vzdělávání a sociálního života, což může mít trvalý dopad na jeho životní cestu a osobní růst.
Dlouhodobé užívání antipsychotik může mít významný dopad na sexuální touhu a funkce, což může ovlivnit osobnost a chování jednotlivce. Mnozí lidé užívající antipsychotika dlouhodobě hlásí ztrátu sexuální touhy jako závažný vedlejší účinek.

### Sebevražedné chování
Abstinenční příznaky a zvýšené riziko sebevraždy jsou vážnými problémy spojenými s dlouhodobým užíváním antipsychotik, které mohou výrazně ovlivnit chování a osobnost. Mnoho lidí popisuje abstinenční příznaky jako významnou překážku, která může komplikovat ukončení léčby, i když si to přejí. Ještě více znepokojující je, že 58,3 % účastníků jedné studie uvedlo, že zažili suicidální myšlenky jako vedlejší účinek užívání antipsychotik, přičemž 21,1 % z nich je označilo za vážné. Zvýšené riziko suicidálních myšlenek může hluboce ovlivnit vnímání života, vztahů a chování osoby, což vede k významným změnám v její osobnosti a rozhodování.
Studie ukázaly, že 40 až 79 % pacientů se schizofrenií mělo sebevražedné myšlenky. Komplexní meta-analýza publikovaná v roce 2005 odhadla, že 4,9 % lidí se schizofrenií zemře na sebevraždu, přičemž k tomu obvykle dojde na počátku onemocnění. Proto je klíčové pacienty, kteří jsou léčeni antipsychotiky, pečlivě sledovat, aby se minimalizovalo riziko suicidálního chování.

## Mozkový objem
Dlouhodobé účinky užívání antipsychotik na mozkový objem byly široce zkoumány a diskutovány v psychiatrické komunitě. Mnoho studií zaznamenalo změny ve struktuře mozku spojené s dlouhodobou léčbou antipsychotiky, což vyvolalo otázky o potenciálním vlivu těchto léků na dlouhodobé zdraví mozku.
Meta-analýza longitudinálních studií pomocí MRI nalezla důkazy o postupném zmenšování objemu šedé hmoty, které bylo inverzně korelováno s odhadovanou kumulativní dávkou antipsychotik. To naznačuje, že vyšší dávky antipsychotik v průběhu času by mohly být spojeny s většími ztrátami objemu šedé hmoty.
V observační studii v reálném prostředí zahrnující 211 jednotlivců se schizofrenií po průměrně 7,2 letech výzkumníci zjistili, že antipsychotika významně ovlivňují objemy mozku, i po zohlednění doby trvání a závažnosti nemoci. Tato studie uvedla, že vyšší dávky antipsychotik byly spojeny s většími poklesy objemu šedé hmoty, zejména v čelních a spánkových oblastech.
Studie krátkodobého sledování používající různé antipsychotické léky také zaznamenaly významné změny ve struktuře a funkci mozku u pacientů s prvním psychotickým episodem. Tato studie naznačuje, že účinky antipsychotik na strukturu mozku mohou začít poměrně brzy během léčby a přetrvávat v průběhu času.
Ačkoli mnoho studií hlásí ztrátu objemu spojenou s užíváním antipsychotik, některé výzkumy poukázaly na potenciálně ochranné účinky. Například některé studie naznačily, že antipsychotika druhé generace by mohla být spojena s menší ztrátou objemu mozku než antipsychotika první generace. Navíc byl antipsychotický léčebný režim spojen s nárůstem objemu bazálních ganglií a bílé hmoty v některých studiích.

## Kognitivní porucha
Otázka, zda dlouhodobá antipsychotická léčba způsobuje kognitivní poruchy u pacientů se schizofrenií a jinými psychotickými poruchami, je komplexní a byla předmětem mnoha vědeckých studií s někdy protichůdnými výsledky. Nicméně stále více důkazů naznačuje, že dlouhodobé užívání antipsychotik může být u některých pacientů skutečně spojeno s poklesem kognitivních funkcí.
Studie publikovaná v roce 2021 v časopise International Journal of Geriatric Psychiatry ukázala, že dlouhodobé užívání antipsychotik bylo spojeno s větším poklesem kognitivních funkcí a rychlejší progresí demence u starších dospělých žijících v domácím prostředí s mírnou až středně těžkou Alzheimerovou chorobou. Výzkumníci zjistili, že užívání antipsychotik silně korelovalo se zrychleným poklesem kognitivních funkcí po 12 a 18 měsících, stejně jako s rychlejším rozvojem demence. Je třeba poznamenat, že nosiče alely APOE ε4 vykazovali při dlouhodobém užívání antipsychotik výrazně výraznější pokles kognitivních funkcí, což naznačuje možnou genetickou náchylnost k těmto účinkům.
Další důkazy pocházejí z naturalistické studie publikované v roce 2016, která zkoumala souvislost mezi celoživotní kumulativní dávkou antipsychotik a kognitivními funkcemi u pacientů se schizofrenií po průměrné délce trvání onemocnění 16,5 roku. Výzkumníci zjistili, že vyšší celoživotní kumulativní dávky antipsychotik byly významně spojeny s nižšími kompozitními skóre kognitivních funkcí, a to i po zohlednění pohlaví, věku při nástupu onemocnění a celkového počtu dnů hospitalizace. Tato studie jako první prokázala vztah mezi kumulativní dávkou antipsychotik a celkovými kognitivními funkcemi u středněvěkých pacientů se schizofrenií, což naznačuje, že dlouhodobé užívání antipsychotik může souviset se snížením kognitivního výkonu.
Studie, publikovaná v časopise Nature v roce 2024, přináší nové poznatky o možných mechanismech kognitivního poklesu spojeného s antipsychotiky. Autoři zdůrazňují, že ačkoli preklinické údaje naznačovaly, že antipsychotika druhé generace by teoreticky mohla zlepšovat kognitivní poruchy, rozsáhlé recentní klinické studie ukazují, že kognitivní účinky těchto léků jsou v nejlepším případě pouze mírně pozitivní. Kromě toho stále více výzkumů poukazuje na to, že antipsychotika mohou ve skutečnosti zhoršovat kognitivní funkce, zejména v konkrétních oblastech, jako je verbální učení, paměť a celkové fungování. Studie také upozorňuje na význam zohlednění vlivu vedlejších účinků na kognitivní funkce, protože běžné projevy jako sedace, motorické potíže nebo rozmazané vidění mohou výrazně ovlivnit kognitivní výkon.
Je však důležité poznamenat, že ne všechny studie zaznamenaly negativní kognitivní účinky spojené s dlouhodobým užíváním antipsychotik. Například studie publikovaná v Psychiatry Investigation odhalila, že dlouhodobá léčba risperidonem zlepšovala výkon u pacientů se schizofrenií v testech pozornosti, zejména těch zaměřených na selektivní pozornost. Kromě toho systematický přehled a meta-analýza publikované v časopise JAMA Psychiatry v roce 2024 identifikovaly kognitivní poruchy u pacientů s první epizodou psychózy ještě před zahájením antipsychotické léčby, což naznačuje, že některé kognitivní deficity mohou být vlastní samotnému onemocnění spíše než způsobené medikací. Tyto různorodé výsledky ukazují na složitost vztahu mezi antipsychotiky a kognicí, což vyžaduje další výzkum k lepšímu pochopení jejich dlouhodobých účinků.

## Demence
Dlouhodobé užívání antipsychotik bylo v několika studiích spojeno se zvýšeným rizikem demence. Rozsáhlá studie provedená ve Velké Británii a publikovaná v dubnu 2024 odhalila, že antipsychotika přinášejí vyšší riziko vzniku závažných zdravotních stavů, než se dosud předpokládalo, včetně zvýšeného rizika cévní mozkové příhody, krevních sraženin, infarktu, srdečního selhání, zlomenin, pneumonie a poškození ledvin u osob trpících demencí.
Četné studie prokázaly, že užívání antipsychotik je spojeno s poklesem kognitivních funkcí u pacientů s demencí. Studie z roku 2011 odhalila, že pacienti užívající antipsychotika vykazovali výraznější pokles kognitivních funkcí ve srovnání s pacienty na placebu v několika testovaných oblastech, včetně Mini-Mental State Examination (MMSE) a kompozitního kognitivního skóre. Další studie publikovaná v roce 2021 uvedla, že dlouhodobé užívání antipsychotik bylo spojeno s větším poklesem kognitivních funkcí a rychlejší progresí demence u starších dospělých žijících v domácím prostředí s mírnou až středně těžkou Alzheimerovou chorobou.
Vztah mezi užíváním antipsychotik a rizikem demence se zdá být závislý na dávce. Studie případů a kontrol publikovaná v roce 2021 zjistila, že léčba antipsychotiky druhé generace trvající déle než 3 měsíce byla spojena s vyšším rizikem demence v širším smyslu ve srovnání s neužíváním antipsychotik. Kromě toho studie Severofinské porodní kohorty z roku 1966 zjistila, že vyšší celoživotní kumulativní dávky antipsychotik byly významně spojeny se sníženým kognitivním výkonem ve věku 43 let u osob se schizofrenií.
Ačkoli mechanismy spojující užívání antipsychotik s rizikem demence nejsou plně objasněny, někteří výzkumníci naznačují, že by zde mohla hrát roli anticholinergní zátěž. Antipsychotika se liší mírou antagonismu acetylcholinových receptorů, přičemž expozice anticholinergním lékům byla spojena s výrazně vyšším rizikem demence. Je důležité poznamenat, že vztah mezi antipsychotiky a demencí je komplexní, a k identifikaci rizikových skupin pacientů, léků a léčebných režimů je zapotřebí dalšího výzkumu.

## Neurovývoj
Dlouhodobé užívání antipsychotik u dětí může mít podle řady vědeckých studií významný dopad na vývoj mozku. Tyto účinky jsou komplexní a závisí na několika faktorech, včetně typu léku, podávané dávky, délky léčby a individuálních charakteristik pacienta. Jednou z hlavních obav je riziko mozkové atrofie. Výzkumníci upozorňují, že tyto léky mohou vést ke snížení objemu mozku, zejména u dětí, jejichž mozek je stále ve fázi vývoje. To je obzvláště znepokojivé s ohledem na to, že prefrontální kortex, zodpovědný za logiku a úsudek, se plně vyvine až do věku kolem 25 let. Vystavení těchto nedozrálých mozků psychotropním lékům může narušit mozkovou plasticitu a potenciálně ovlivnit normální neuronální vývoj.
Výzkumy na animálních modelech umožňují lépe pochopit dlouhodobé účinky časného vystavení antipsychotikům. Studie na mladých potkanech prokázaly, že podávání antipsychotik během klíčových fází neurologického vývoje může vyvolat trvalé změny v dopaminergním neurotransmiterovém systému. Tyto změny byly pozorovány v různých oblastech mozku, konkrétně ve ventrální tegmentální oblasti, prefrontálním kortexu a nucleus accumbens, a lišily se v závislosti na pohlaví subjektů. Takové úpravy dopaminergního systému by mohly mít dopad na kognitivní funkce, motivaci a regulaci emocí.
Účinek antipsychotik na neurotransmiterové systémy se neomezuje pouze na dopamin. Například výzkumy odhalily, že dlouhodobá léčba fluoxetinem – SSRI často předepisovaným dětem – může vyvolat atypický vývoj serotoninergního systému. Tento efekt byl pozorován až do dospělosti, a to i po ukončení léčby. Takové změny v neurotransmiterových systémech během kritických vývojových období by mohly mít závažné důsledky pro fungování mozku a chování.
Je klíčové zdůraznit, že účinky antipsychotik na vývoj mozku se mohou lišit v závislosti na použité medikaci a individuálních faktorech. Studie zaměřená na dlouhodobé užívání antipsychotik u dětí a adolescentů ukázala, že ačkoli všechny zkoumané práce zaznamenaly zlepšení na úrovni symptomů nebo fungování, přírůstek hmotnosti byl identifikován jako významný vedlejší účinek. To zdůrazňuje komplexní profil rizik a přínosů těchto léků i nutnost důkladného vyhodnocení při jejich předepisování mladým pacientům. Kvůli riziku dlouhodobých změn struktury a funkcí mozku je zapotřebí hlubšího výzkumu, který lépe objasní důsledky užívání antipsychotik u dětí a umožní vývoj bezpečnějších terapeutických alternativ.

### Nitroděložní vývoj
Účinky užívání antipsychotik matkou na vývoj plodu byly rozsáhle studovány, s výsledky jak uklidňujícími, tak znepokojivými. Pokud jde o vrozené vady, rozsáhlé studie obecně neprokázaly významně zvýšené riziko spojené s užíváním antipsychotik během těhotenství. Národní studie zahrnující 1,3 milionu těhotných žen neprokázala výrazné zvýšení rizika vrozených vad celkově, ani srdečních vad konkrétně u většiny antipsychotik, s potenciální výjimkou risperidonu, který vyžaduje další výzkum. Další studie zkoumající přes 500 000 těhotenství dospěla k podobnému závěru, že expozice antipsychotikům v prvním trimestru těhotenství má omezený nebo nemá žádný teratogenní účinek.
Nicméně užívání antipsychotik během těhotenství bylo spojeno s nepříznivými výsledky pro matku i novorozence. Studie prokázaly zvýšené riziko gestačního diabetu, zejména u olanzapinu a klozapinu. Existují také potenciální rizika předčasného porodu, nízké nebo naopak vysoké porodní hmotnosti, stejně jako novorozenců malých pro gestační věk, ačkoli některé z těchto asociací byly po úpravě mateřských faktorů slabší. Kromě toho byly u novorozenců vystavených antipsychotikům in utero hlášeny případy neonatálních abstinenčních příznaků a abnormálních svalových pohybů, což vedlo k bezpečnostnímu varování FDA na toto téma. Ačkoli většina těchto účinků se zdá být přechodná, dlouhodobé neurovývojové důsledky pro děti vystavené antipsychotikům během těhotenství zůstávají nejisté kvůli omezenému počtu longitudinálních studií.

## Přírůstek hmotnosti a obezita
Dlouhodobé užívání antipsychotik je silně spojeno s přírůstkem hmotnosti a obezitou, jak dokazují četné vědecké studie. Téměř všechna antipsychotika se ukázala způsobovat nárůst hmotnosti po dlouhodobém užívání, s výjimkou amisulpridu, aripiprazolu a ziprasidonu, které vyvolávají zanedbatelné změny hmotnosti. Riziko přírůstku hmotnosti se zdá být nejvyšší u olanzapinu a klozapinu. Tento nárůst hmotnosti může být významný, přičemž jedna studie uvádí, že 78,8 % pacientů užívajících antipsychotika zvýšilo svou výchozí hmotnost o více než 7 %.
Chronologie nárůstu hmotnosti vyvolaného antipsychotiky má charakteristický průběh. Hmotnost rychle narůstá v počáteční fázi po zahájení léčby antipsychotiky, přičemž nejrychlejší přírůstek nastává během prvních šesti měsíců. Pacienti však přibývají na váze i dlouhodobě – studie ukazují, že k nárůstu hmotnosti může docházet po dobu 1 až 4 let od začátku léčby. Rychlost přibírání postupně klesá a po několika měsících se stabilizuje, doba potřebná k dosažení této stabilizace se však liší v závislosti na typu antipsychotika: pohybuje se od 4–9 měsíců u olanzapinu až po 42–46 měsíců u klozapinu.
Mechanismy stojící za přírůstkem hmotnosti vyvolaným antipsychotiky jsou složité a nejsou zcela objasněny. Nicméně nedávné výzkumy naznačují, že zvýšená koncentrace hormonu leptinu v tukových buňkách by za to mohla být odpovědná. Předpokládá se, že antipsychotika vyvolávají změny v chuti k jídlu a příjmu potravy, pravděpodobně v důsledku interakcí se serotoninergními, histaminergními a dopaminergními neurotransmiterovými systémy. Tyto interakce mohou vést ke zvýšení chuti k jídlu a většímu příjmu potravy, což postupem času přispívá k nárůstu hmotnosti.
Dlouhodobé důsledky přírůstku hmotnosti vyvolaného antipsychotiky jsou závažné. Nárůst hmotnosti a obezita spojené s užíváním antipsychotik mohou vést ke zvýšení kardiovaskulární a cerebrovaskulární morbidity a mortality, snížené kvalitě života a špatné adherenci k léčbě. Mnoho pacientů navíc v důsledku tohoto přírůstku hmotnosti rozvine inzulinovou rezistenci a cukrovku. Škodlivé účinky těchto kardiometabolických poruch se časem kumulují a přispívají tak k rozdílu v úmrtnosti ve výši 10–20 let pozorovanému u lidí s vážnými duševními poruchami.
Vzhledem k závažným zdravotním dopadům přírůstku hmotnosti vyvolaného antipsychotiky jsou zvládací strategie klíčové. Intervence zaměřené na životní styl, včetně strukturovaného či nestrukturovaného cvičení, dietního poradenství, motivačních rozhovorů a kognitivně-behaviorální terapie, prokázaly významné příznivé účinky na úbytek hmotnosti a další metabolické parametry. Dále byly zkoumány farmakologické intervence, například metformin, pro jejich potenciál zmírnit přírůstek hmotnosti způsobený antipsychotiky. Nejúčinnějším přístupem se však zdá být pečlivé monitorování a včasný zásah, neboť rychlý nárůst hmotnosti o více než 5 % během prvního měsíce je nejlepším prediktorem výrazného dlouhodobého přírůstku hmotnosti.

## Hyperprolaktinémie
Hyperprolaktinémie představuje závažný dlouhodobý vedlejší účinek antipsychotik. Tato endokrinní komplikace se vyskytuje přibližně u 33 % pacientů léčených antipsychotiky, s vyšší prevalencí u žen v reprodukčním věku. Mechanismus vzniku tohoto vedlejšího účinku souvisí s působením antipsychotik na dopaminergní receptory D2, které normálně inhibují sekreci prolaktinu. Blokádou těchto receptorů mohou antipsychotika vést k dlouhodobému zvýšení hladin prolaktinu.
Je důležité poznamenat, že všechna antipsychotika nemají stejný potenciál vyvolat hyperprolaktinémii. Některé léky, jako je amisulprid a risperidon, jsou silně spojeny se zvýšením hladiny prolaktinu, zatímco jiné, například klozapin, aripiprazol a olanzapin, mají na hladiny prolaktinu menší vliv. Délka expozice antipsychotikům také hraje roli ve vývoji hyperprolaktinémie. Ačkoli hladiny prolaktinu mohou stoupat již v hodinách po zahájení léčby antipsychotiky, obvykle vrcholí během 1 až 2 měsíců a následně mohou postupně klesat.
Důsledky hyperprolaktinémie vyvolané antipsychotiky mohou být krátkodobé i dlouhodobé. Krátkodobě mohou pacienti pociťovat sexuální dysfunkce, menstruační poruchy a galaktorey, což může významně ovlivnit jejich kvalitu života a adherenci k léčbě. Dlouhodobé důsledky jsou znepokojivější a mohou zahrnovat snížení minerální hustoty kostní tkáně, čímž se zvyšuje riziko osteoporózy a zlomenin. Metaanalýza prokázala, že expozice antipsychotikům je spojena se zvýšeným rizikem zlomeniny krčku, stehenní kosti a celkových zlomenin, zejména při dlouhodobém užívání antipsychotik zvyšujících hladinu prolaktinu.
Zvládání hyperprolaktinemie vyvolané antipsychotiky představuje klinickou výzvu. Pravidelné monitorování hladin prolaktinu je zásadní, zejména v počátečních fázích léčby. Mezi léčebné strategie může patřit přechod na antipsychotikum s nižší tendencí zvyšovat prolaktin nebo přidání aripiprazolu jako adjuvans terapie. Několik metaanalýz prokázalo účinnost a bezpečnost přidání aripiprazolu pro normalizaci hladin prolaktinu bez ohrožení účinnosti antipsychotik. Rozhodnutí léčit hyperprolaktinemii však musí být pečlivě zváženo s ohledem na riziko zhoršení psychiatrických příznaků a přizpůsobeno individuálním potřebám každého pacienta a jeho rizikovým faktorům.

## Sexuální dysfunkce
Dlouhodobá léčba antipsychotiky může u mnoha pacientů vést k sexuální dysfunkci. Jedná se o závažný a často podceňovaný vedlejší účinek, který může mít zásadní dopad na kvalitu života a adherenci k léčbě. Prevalence sexuální dysfunkce spojené s užíváním antipsychotik je poměrně vysoká. Studie ukazují, že 30–80 % pacientů užívajících antipsychotika pociťuje nějakou formu sexuální dysfunkce. Ta se může projevovat poklesem libida, erektilní dysfunkcí, problémy s ejakulací, poruchami orgasmu nebo sníženou vaginální lubrikací. Sexuální nežádoucí účinky jsou obecně častější u typických antipsychotik (první generace) než u atypických (druhé generace), i když se mohou vyskytnout u obou typů.
Hlavní mechanismus stojící za sexuální dysfunkcí vyvolanou antipsychotiky se zdá být spojen s antagonismem dopaminu a zvýšenými hladinami prolaktinu. Většina antipsychotik působí blokádou dopaminových receptorů D2 v mozku. Tato blokáda v tuberoinfundibulární dráze vede k odstranění inhibice uvolňování prolaktinu z hypofýzy, což způsobuje hyperprolaktinemii. Zvýšené hladiny prolaktinu mohou narušit normální funkci pohlavních hormonů, což vede k sexuálním poruchám. Kromě toho samotná blokáda dopaminu může přímo ovlivnit sexuální funkci, neboť dopamin je klíčový pro sexuální vzrušení a odměňování. Mezi další navrhované mechanismy patří antagonismus alfa-adrenergních, histaminových a muskarinových receptorů, stejně jako změny v signalizaci oxidu dusného.
Konkrétní sexuální nežádoucí účinky a jejich závažnost se mohou lišit v závislosti na typu antipsychotika. Risperidon a paliperidon obvykle způsobují největší zvýšení hladiny prolaktinu a nejvýraznější sexuální poruchy. Haloperidol a další typická antipsychotika jsou s těmito účinky rovněž silně spojena. Naopak aripiprazol, kvetiapin a klozapin mívají nižší výskyt sexuálních nežádoucích účinků. Toto pravděpodobně souvisí s jejich odlišnými vazebnými profily receptorů a menší tendencí zvyšovat hladiny prolaktinu. Olanzapin vykazuje střední riziko sexuálních nežádoucích účinků.
Zvládání sexuální dysfunkce vyvolané antipsychotiky vyžaduje vícesložkový přístup. Prvním krokem je často zvážení přechodu na antipsychotikum s nižším rizikem sexuálních nežádoucích účinků, jako je aripiprazol, kvetiapin nebo klozapin. Pokud změna medikace není možná, snížení dávky stávajícího antipsychotika může v některých případech zmírnit příznaky. Další strategií je přidání aripiprazolu jako doplňkové léčby, protože jeho účinek jako parciálního agonisty dopaminu může pomoci normalizovat hladiny prolaktinu. Pro erektilní dysfunkci konkrétně inhibitory fosfodiesterázy typu 5, například sildenafil, prokázaly pozitivní účinky. Mezi další studované intervence patří přidání bupropionu, amantadinu nebo kabergolinu ke snížení zvýšené hladiny prolaktinu. Důkazy podporující mnohé z těchto přístupů jsou však stále omezené, a proto je zásadní pečlivě vyhodnotit rizika a přínosy.
Prevence a včasná detekce sexuálních nežádoucích účinků jsou klíčové. Klinici by měli aktivně vyhodnocovat sexuální funkce pacientů užívajících antipsychotika, protože mnozí pacienti mohou být zdrženliví v samostatném hlášení těchto problémů. Použití validovaných dotazníků, jako je Arizona Sexual Experience Scale (ASEX), může pomoci standardizovat hodnocení. Při zahájení léčby antipsychotiky je třeba zvážit výběr léků s nižším rizikem sexuálních nežádoucích účinků, zejména u mladších pacientů nebo těch, pro které je sexuální funkce prioritou. Dále může psychoedukace o potenciálních sexuálních nežádoucích účincích a strategiích jejich zvládání zlepšit adherenci k léčbě a její výsledky. Celkově je pro zvládnutí tohoto obtížného vedlejšího účinku antipsychotik nezbytný pacienty orientovaný přístup, který vyvažuje kontrolu symptomů a kvalitu života.

## Plodnost
Dlouhodobé užívání antipsychotik může mít významné účinky na mužskou a ženskou plodnost, s odlišnými mechanismy a důsledky pro každé pohlaví. Tyto účinky je důležité zohlednit při předepisování antipsychotik, zejména u mladších pacientů, kteří by v budoucnu mohli chtít mít děti.

### U mužů
Neuroleptika mohou mít významné účinky na mužskou plodnost. Tyto léky mohou narušovat různé aspekty mužské reprodukční funkce a potenciálně vést k dočasným či trvalým problémům s plodností. Jedním z hlavních mechanismů, jak tyto látky ovlivňují mužskou plodnost, je inhibice spermatogeneze – procesu tvorby spermií ve varlatech. Tento přímý dopad na germinativní epitel může způsobit snížení množství a kvality spermií.
Kromě toho mohou neuroleptika narušovat transport spermií, což je proces nezbytný pro úspěšné oplodnění. Studie týkající se haloperidolu, typického neuroleptika, prokázala, že vysoké dávky mohou snížit index fertility a zvýšit preimplantační ztráty u potkanů. Stejná studie také odhalila, že haloperidol může vyvolat histopatologické změny ve varlatech, konkrétně nekrózu pachytenních spermatocytů a atrofii Leydigových buněk. Tyto účinky byly výraznější při vyšších dávkách a delší době podávání, což naznačuje, že jak dávkování, tak délka léčby neuroleptiky jsou klíčovými faktory ovlivňujícími mužskou plodnost.

### U žen
Antipsychotika mohou mít významné účinky na ženskou plodnost. Hlavním mechanismem, kterým ovlivňují plodnost, je vyvolání hyperprolaktinémie. K tomu dochází blokádou receptorů D2 na laktotropních buňkách předního laloku hypofýzy. Hyperprolaktinémie může způsobit různé reprodukční poruchy, jako jsou poruchy ovulace, menstruační nepravidelnosti a snížení hladin estrogenů – všechny tyto faktory mohou přispívat k neplodnosti.
Vliv antipsychotik na plodnost se liší v závislosti na konkrétním použité léku. Typická antipsychotika a některá atypická antipsychotika, jako je risperidon, mají větší pravděpodobnost vyvolat hyperprolaktinemii a následné problémy s plodností. Novější atypická antipsychotika, například klozapin a olanzapin, však mají odlišný profil nežádoucích účinků a méně často zvyšují hladinu prolaktinu nebo způsobují sekundární amenoreu. Pokud jsou antipsychotika identifikována jako příčina neplodnosti, zdravotníci musí pečlivě posoudit závažnost příznaků hyperprolaktinémie, délku léčby a riziko psychiatrického relapsu před rozhodnutím o přerušení, snížení dávky nebo změně medikace. Je zásadní vyvážit potřeby duševního zdraví ženy s jejím přáním mít děti, protože antipsychotická léčba může mít na plodnost významný dopad.

## Hyponatrémie
Dlouhodobá léčba antipsychotiky může vést k hyponatrémii, i když riziko se liší v závislosti na použité medikaci. Podle systematického přehledu klinických studií se míra výskytu hyponatrémie spojené s užíváním antipsychotik pohybuje od 0,003 % do 86 %, s poměry šancí pro rozvoj hyponatrémie v rozmezí 0,83 až 3,47. Typická antipsychotika pravděpodobně představují vyšší riziko než antipsychotika atypická – poměry šancí pro typická antipsychotika se pohybují od 2,9 do 31,3, zatímco u atypických antipsychotik jsou tyto hodnoty mezi 1,1 a 2,9. Mechanismus vzniku tohoto nežádoucího účinku není zcela objasněn, předpokládá se však, že je důsledkem narušení rovnováhy mezi dopaminergním a serotoninergním přenosem způsobeného antipsychotiky.
Důsledky hyponatrémie vyvolané antipsychotiky jsou závažné a mohou představovat významnou výzvu v léčbě pacientů s psychiatrickými poruchami. Tento stav může vyvolat příznaky od mírných (jako bolesti hlavy nebo nevolnost) až po závažné (například křeče nebo kóma), a v některých případech může být život ohrožující. Zvládání hyponatrémie často vyžaduje citlivou rovnováhu mezi psychiatrickou stabilitou a korekcí elektrolytové nerovnováhy. Jak ukazují některé klinické případy, pacienti mohou mít kolísající hladiny sodíku, což vyžaduje pravidelné zásahy a časté úpravy léčby. To může zahrnovat změnu dávek antipsychotik, přechod na léky s nižším rizikovým profilem nebo zavedení další léčby ke stabilizaci hladin sodíku.
Komplexita zvládání hyponatrémie vyvolané antipsychotiky zdůrazňuje nutnost pravidelného monitorování a individualizovaných terapeutických přístupů. Farmakovigilančně-farmakodynamická analýza využívající databázi FDA pro hlášení nežádoucích účinků odhalila, že riziko hyponatrémie souvisí se specifickými profily obsazení receptorů antipsychotiky. Vyšší míra obsazení dopaminových receptorů D3 byla spojena se zvýšeným rizikem hyponatrémie, zatímco obsazení serotoninových receptorů 5-HT2A vykazovalo ochranný účinek. Tyto informace mohou klinikům pomoci vybrat antipsychotika s příznivějším receptorovým profilem pro pacienty s rizikem hyponatrémie. Dále může být prospěšné zařazení dalších léků, jako je lithium, které kombinuje stabilizaci nálady a regulaci sodíku. Vzhledem k potenciálu závažných komplikací a dopadu na adherenci k léčbě musí klinici zůstat ostražití a uplatňovat proaktivní přístup při monitorování a zvládání hyponatrémie u pacientů užívajících dlouhodobě antipsychotika. 

## Neuroleptický maligní syndrom
Riziko vzniku maligního neuroleptického syndromu (MNS) se zdá se časem nezvyšovat při dlouhodobé léčbě antipsychotiky. Data totiž naznačují, že MNS má větší pravděpodobnost vzniku na počátku léčby nebo při změnách léčebného režimu.
Studie ukázaly, že maligní neuroleptický syndrom (MNS) se obvykle objevuje během prvního týdne po zahájení léčby neuroleptiky, s průměrnou dobou nástupu 10 dnů. Podle Lazaruse a kol. se 67 % případů MNS vyskytlo během prvního týdne po nasazení neuroleptik a 96 % do 30 dnů. To naznačuje, že riziko je nejvyšší v počátečních fázích léčby spíše než že by se zvyšovalo s časem. Dále bylo zjištěno, že MNS je méně pravděpodobný, pokud pacient užívá stabilní dávku antipsychotik dlouhodobě a nedochází k problémům s dodržováním léčby.
Finská národní studie zkoumala incidenci a rizikové faktory MNS u pacientů se schizofrenií nebo schizoafektivní poruchou. Studie odhalila, že mezi rizikové faktory MNS patří změny v antipsychotické léčbě, jako je zvýšení počtu léků, snížení počtu léků nebo změna terapie, stejně jako vyšší dávky antipsychotik. Tyto výsledky naznačují, že riziko MNS je více spojeno se změnami v léčbě než s délkou užívání antipsychotik. Dále studie uvádí, že MNS se znovu objevil pouze u 5 z 119 pacientů (4,2 %) po znovuzavedení antipsychotik, což podporuje myšlenku, že stabilní a dlouhodobá antipsychotická léčba nutně nezvyšuje riziko MNS.

## Neužívání a selektivní užívání
Výsledky osob, které nepokračovaly v léčbě antipsychotiky po psychotické epizodě, byly významným předmětem výzkumu, přičemž studie ukazují různé výsledky, zejména v rozvojových zemích.
Rozsáhlá studie známá jako International Pilot Study of Schizophrenia (IPSS), provedená Světovou zdravotnickou organizací, odhalila, že pacienti v rozvojových zemích dosahovali lepších výsledků než ti ve vyspělých zemích, navzdory nižším mírám dlouhodobé léčby antipsychotiky. Tato studie, která sledovala pacienty po dobu 2–5 let v devíti zemích, uvedla, že přibližně 50 % pacientů v rozvojových zemích mělo dobré dlouhodobé výsledky, oproti 29 % ve vyspělých zemích. Tyto výsledky naznačují, že faktory jiné než dlouhodobá léčba antipsychotiky, jako je sociální podpora a kulturní přístupy, mohou hrát klíčovou roli v procesu uzdravování.
Nicméně novější výzkumy zpochybnily tyto dřívější výsledky. Dvacetiletá následná studie provedená ve Finsku odhalila, že riziko selhání léčby nebo relapsu po ukončení užívání antipsychotik se během prvních 8 let onemocnění v průběhu času nesnižovalo. To naznačuje, že i po dlouhých obdobích stability může vysazení antipsychotik znamenat významná rizika. Studie také zjistila, že pacienti, kteří antipsychotika ukončili, měli vyšší míru hospitalizací a nižší pravděpodobnost dosažení remise ve srovnání s těmi, kteří v léčbě pokračovali.
Je důležité poznamenat, že výsledky vysazení antipsychotik se mohou výrazně lišit mezi jednotlivci. Metaanalýza klinických studií zjistila vyšší míru relapsů u osob, které snížily nebo ukončily svou udržovací léčbu antipsychotiky. Nicméně některé dlouhodobé observační studie naznačily, že určitá podskupina pacientů by mohla dosáhnout lepších funkčních výsledků po ukončení léčby. Například sedmiletá následná studie odhalila, že míra funkční remise byla vyšší ve skupině s vysazením léčby (46 % vs. 20 %). Tyto protichůdné výsledky zdůrazňují složitost této problematiky a nutnost individualizovaných léčebných přístupů.

### Otevřený dialog
Přístup Otevřeného dialogu (anglicky: Open Dialogue, OD) zahrnuje selektivní užívání antipsychotik v léčbě psychózy a přizpůsobení jejich užívání individuálním potřebám pacientů. Studie porovnávající kohorty OD v západním Laponsku s pacienty z jiné finské provincie ukázala, že po dvou letech užívalo neuroleptika pouze 36 % pacientů v OD skupině, oproti 100 % ve srovnávací skupině. Navzdory nižšímu užívání antipsychotik měli pacienti v OD skupině lepší výsledky: 63–82 % se zotavilo z psychotických příznaků a 64–91 % se vrátilo k práci či studiu, zatímco ve srovnávací skupině dosáhlo zotavení 50 % pacientů a 43 % obnovilo pracovní/studijní aktivitu.
Pětiletá následná studie provedená Jakko Seikkula a kolegy (2006) odhalila, že pacienti s přístupem OD měli nižší pravděpodobnost užívání neuroleptik ve srovnání se skupinou s běžnou léčbou (anglicky: treatment as usual, TAU). Neuroleptika užívalo pouze 36 % pacientů v OD skupině, oproti 100 % v TAU skupině. Dále observační následná studie trvající 19 let (Bergström a kol., 2018) zaznamenala dlouhodobá zlepšení výsledků v průběhu času. Na konci sledovaného období užívalo neuroleptika 36 % pacientů v OD skupině, zatímco v TAU skupině to bylo 81 %. Stejná studie také zjistila, že přístup OD souvisel se snížením potřeby invalidních důchodů. Invalidní důchod pobíralo pouze 33 % pacientů v OD skupině, oproti 61 % v TAU skupině.

### Studie RADAR
Studie RADAR (Research into Antipsychotic Discontinuation and Reduction) byla randomizovaná, otevřená, kontrolovaná klinická studie s paralelními skupinami, provedená v Anglii, zaměřená na posouzení přínosů a rizik postupného snižování dávek antipsychotik ve srovnání s udržovací léčbou u osob se schizofrenií a dalšími rekurentními psychotickými poruchami.
- Při 24měsíčním sledování nebyl zaznamenán významný rozdíl v sociálním fungování mezi skupinou s redukcí antipsychotik a skupinou s udržovací léčbou.[91]
- Medián snížení dávky v průběhu studie činil 67 % ve skupině s redukcí, oproti nulovému snížení ve skupině s udržovací léčbou.[91]
- Většina účastníků se sníženou dávkou antipsychotik hlásila ústup nežádoucích účinků, zejména v oblasti mentálního útlumu, apatie a sedace.[96]
- Více než polovina účastníků ve skupině s redukcí zaznamenala zhoršení duševního zdraví, včetně psychotických příznaků a zvýšené emocionální intenzity.[96]
- Devět (26 %) z 34 účastníků, kteří antipsychotika zcela vysadili, prodělalo závažný relaps vyžadující hospitalizaci.[91]

Závěry studie mají vyznamné klinické implikace. Ačkoli redukce antipsychotik nevedla ke zlepšení sociálního fungování, jak se předpokládalo, mnoha účastníkům pomohla snížit nežádoucí účinky. Nicméně zvýšené riziko relapsu a zhoršení duševního zdraví zdůrazňuje nutnost důsledného dohledu a personalizovaných přístupů při snižování dávek antipsychotik.